# 倒影池

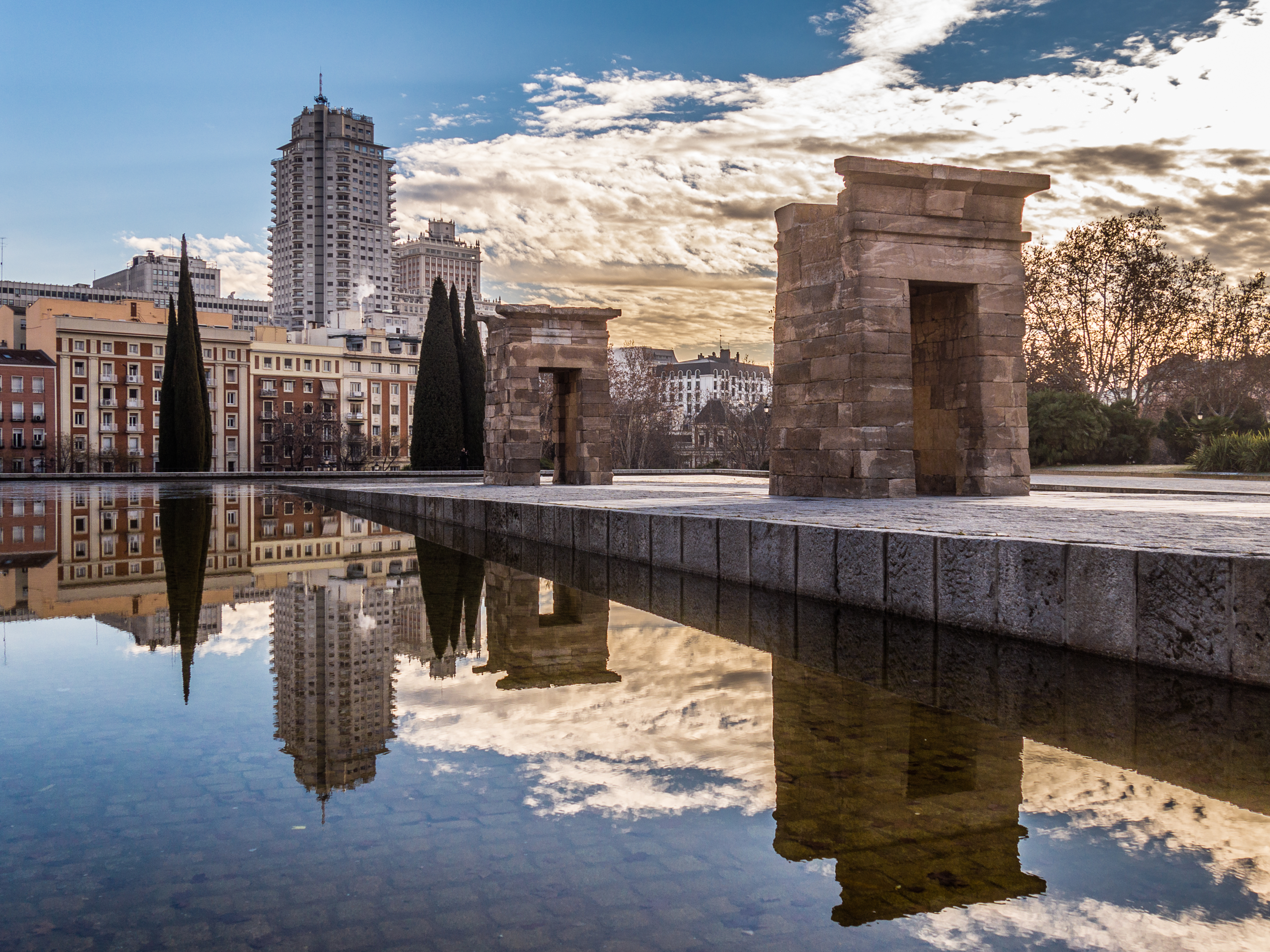
位於西班牙馬德里的德波神廟及倒影池。

倒影池，又稱反射池，是一種人工築壩，常見於花園、公園和紀念場所等場所的水景設施。該設施通常由一個淺水池組成，在不受噴泉噴射的干擾下，以坡度非常低的角度用於反射周圍表面的景觀。

## 設計
倒影池通長由一個沒有噴泉的淺水池組成，平面外形均為簡潔的幾何型態，其設計上的結構則在邊緣的外盆底部比中心區域還略深，以抑制水面上的波浪。它們可以小到作為鳥浴池，大道作為城市元素的主要景觀。該設施起源於古代波斯花園。

## 著名倒影池列表

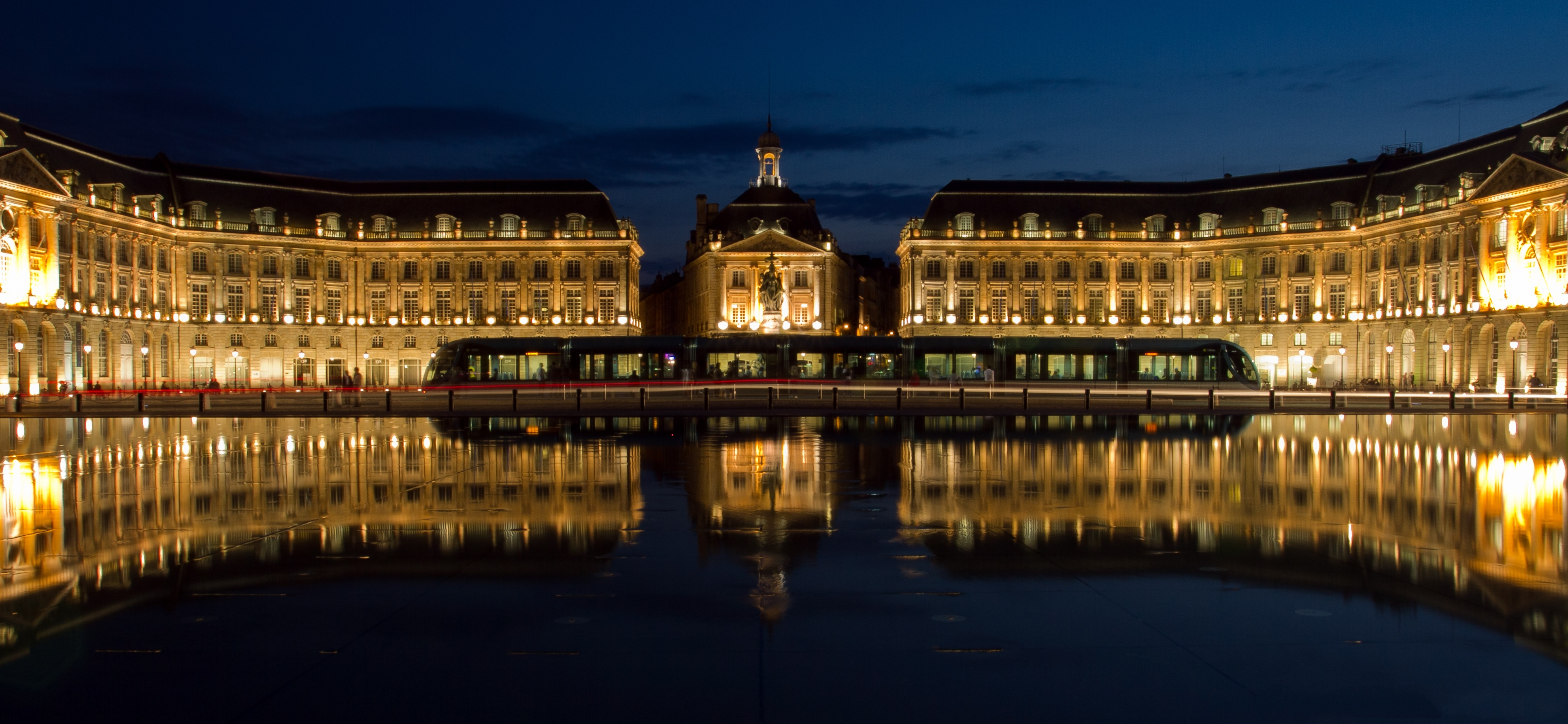
法國波爾多交易所廣場的水鏡。

- 位於法國波爾多交易所廣場的水鏡，是世界上最大的倒影池。[1]
- 位於印度阿格拉泰姬瑪哈陵的莫臥兒花園（英语：Mughal_garden）倒影池
- 伊朗四十柱宮
- 位於美國華盛頓特區的林肯紀念堂倒影池（英语：Lincoln_Memorial_Reflecting_Pool）和國會大廈倒影池（英语：Capitol_Reflecting_Pool）
- 位於美國休斯敦的瑪麗·吉布斯和傑西·H·瓊斯倒影池（英语：Mary_Gibbs_and_Jesse_H._Jones_Reflection_Pool）
- 位於巴西巴西利亞的普拉納托宮和晨曦宮
- 位於美國喬治亞州亞特蘭大的马丁·路德·金国家历史遗址
- 俄克拉荷馬城國家紀念館（英语：Oklahoma_City_National_Memorial）
- 好萊塢露天劇場[2]
- 九一一國家紀念博物館

## 圖片

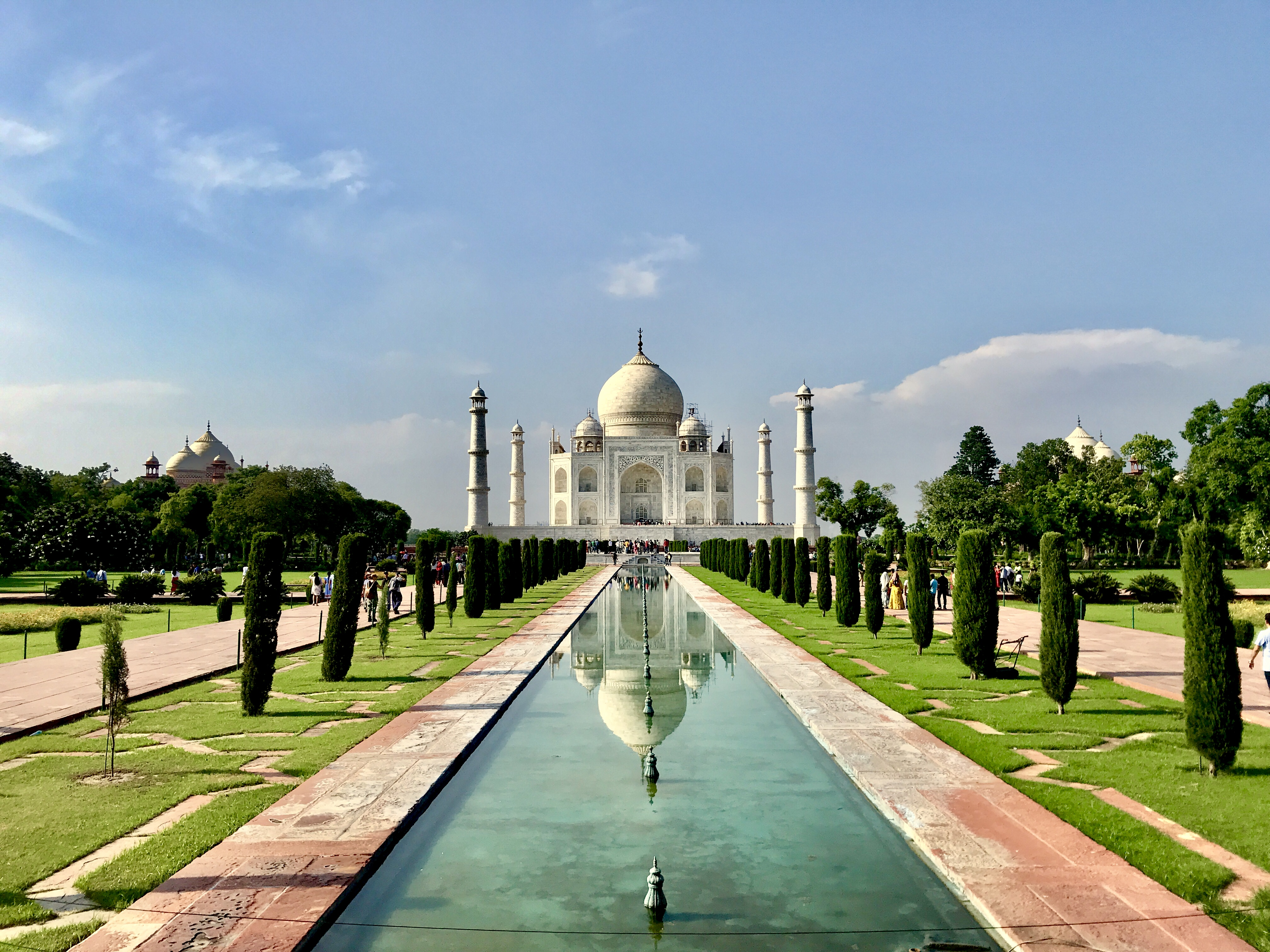
泰姬瑪哈陵的倒影池
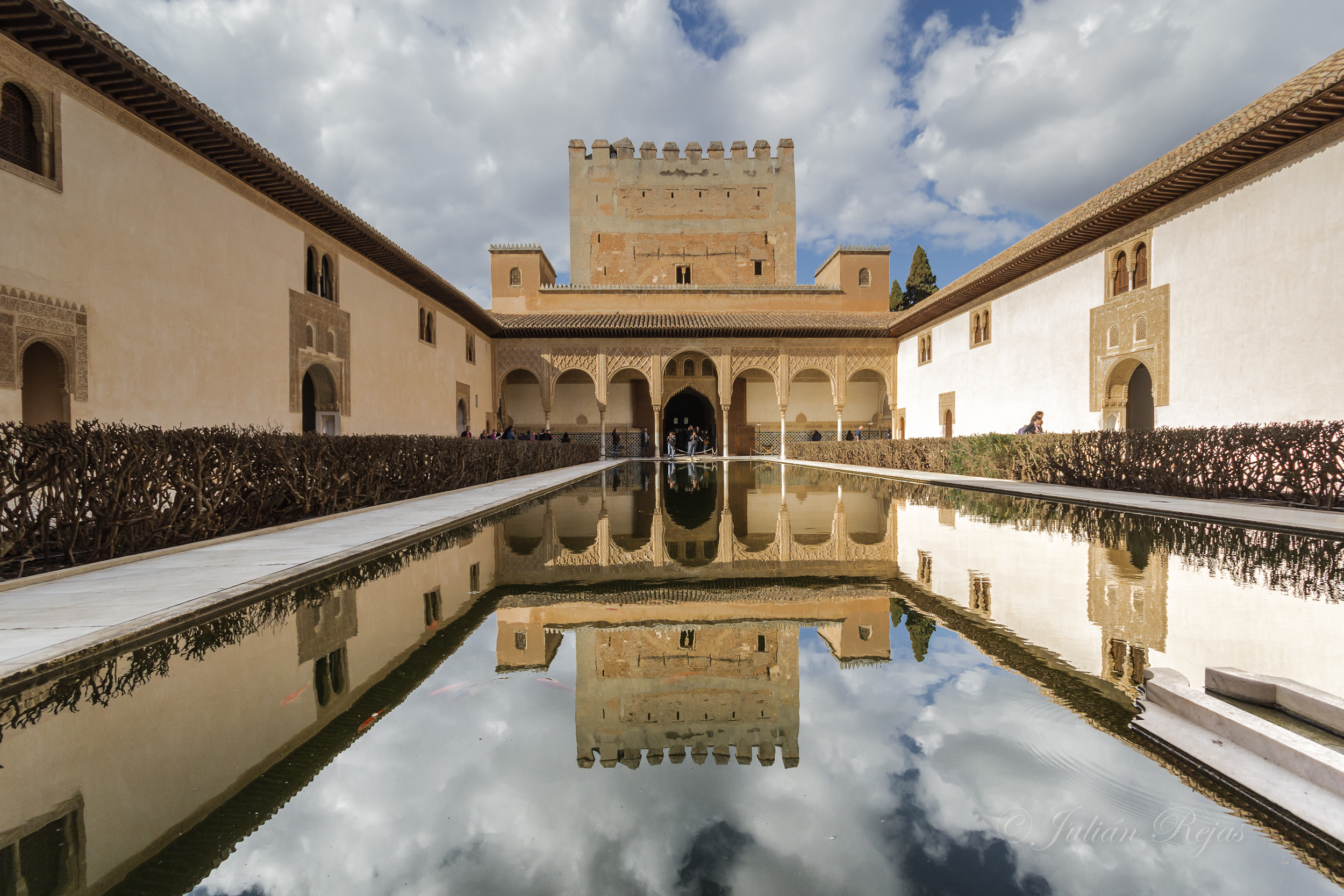
阿尔罕布拉宫的倒影池
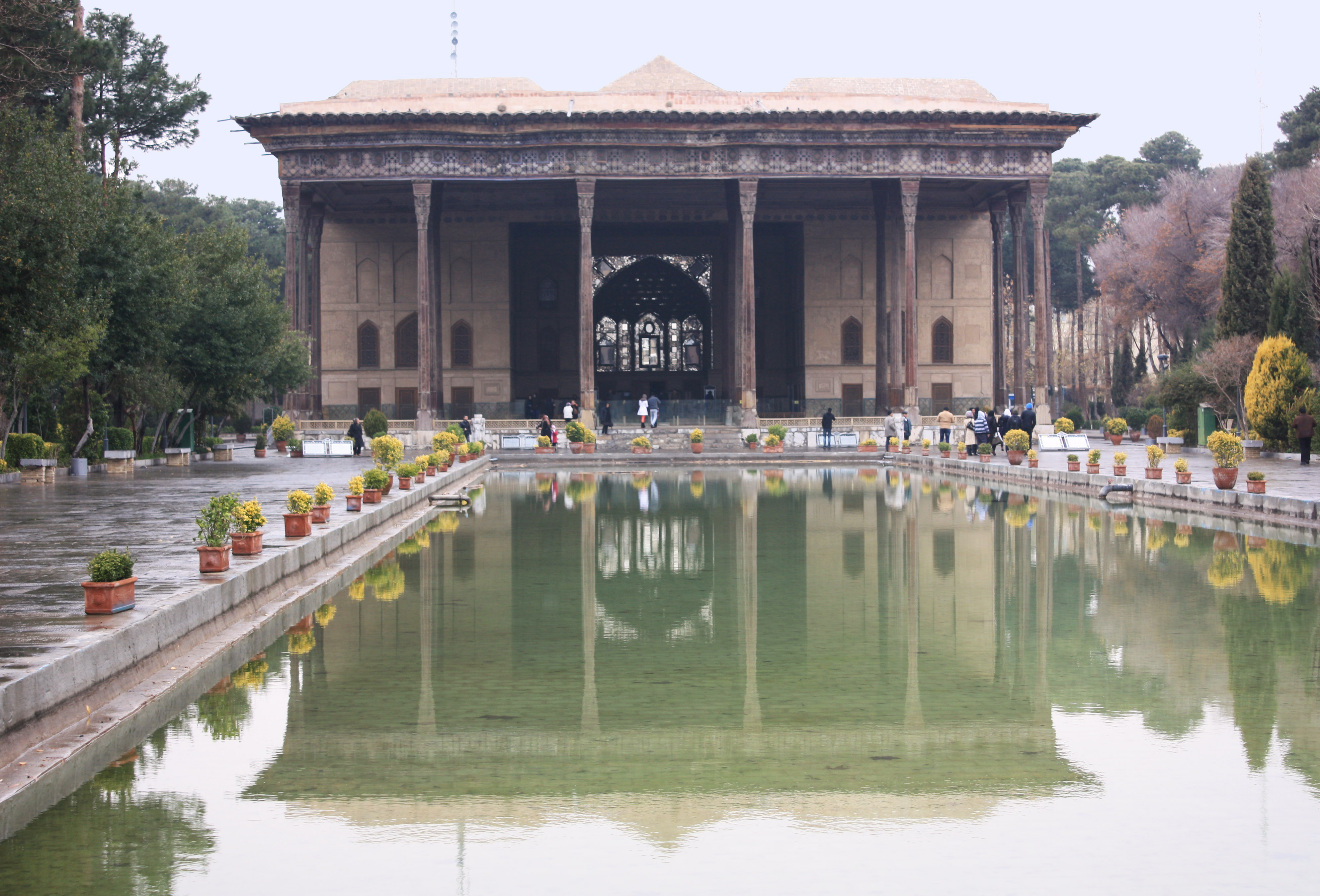
四十柱宮的倒影池
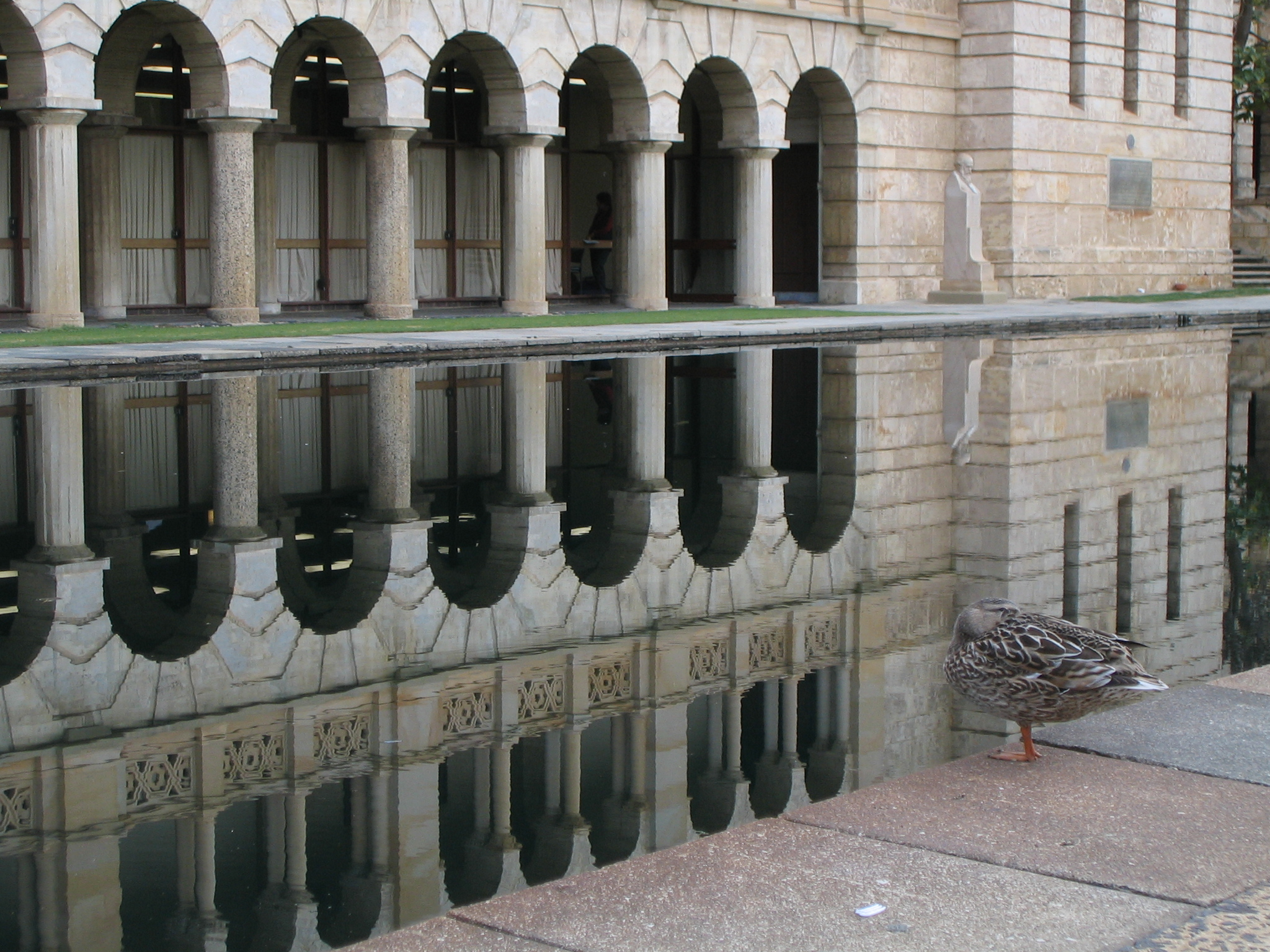
西澳大学倒影池
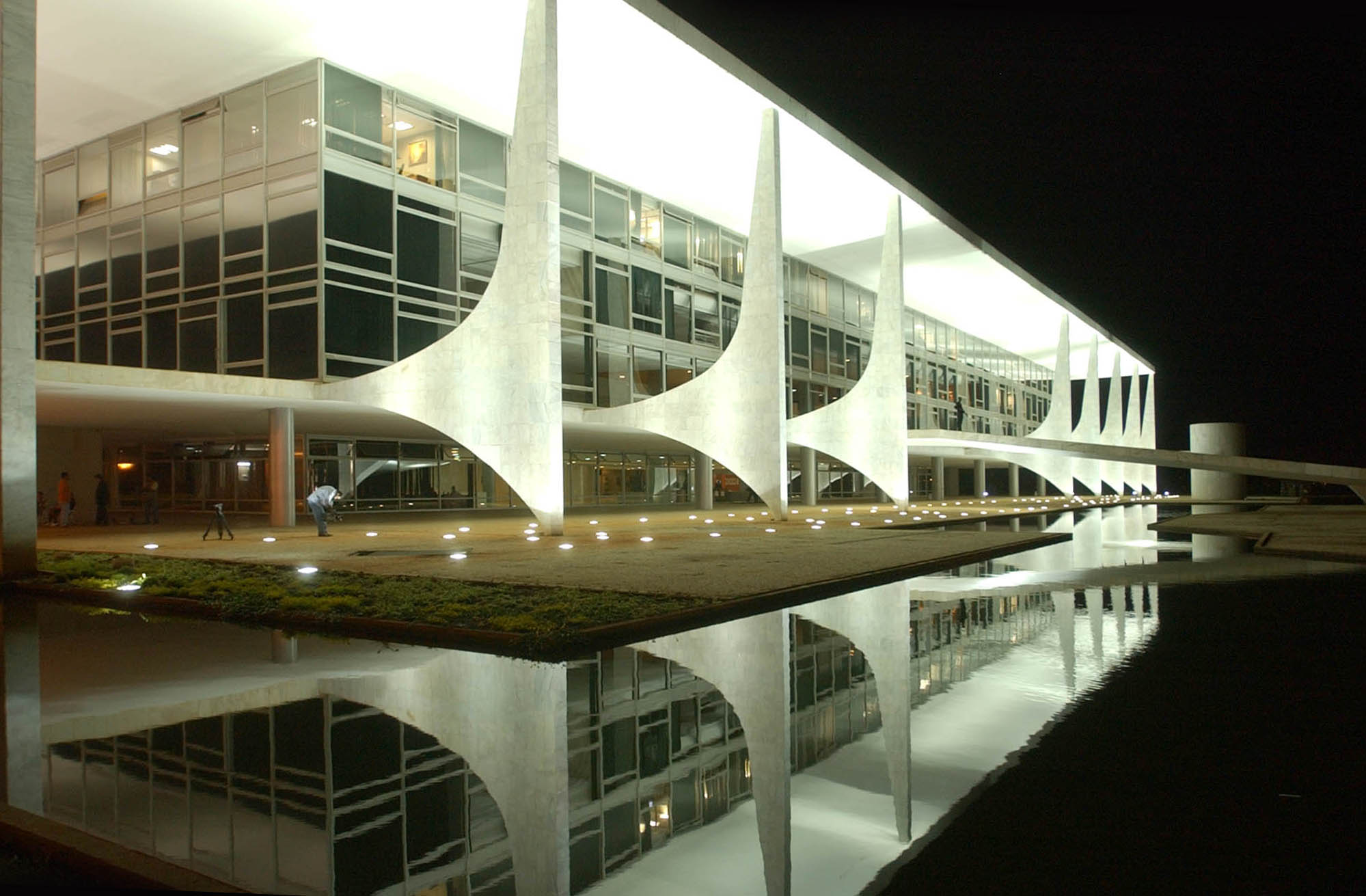
普拉納托宮倒影池
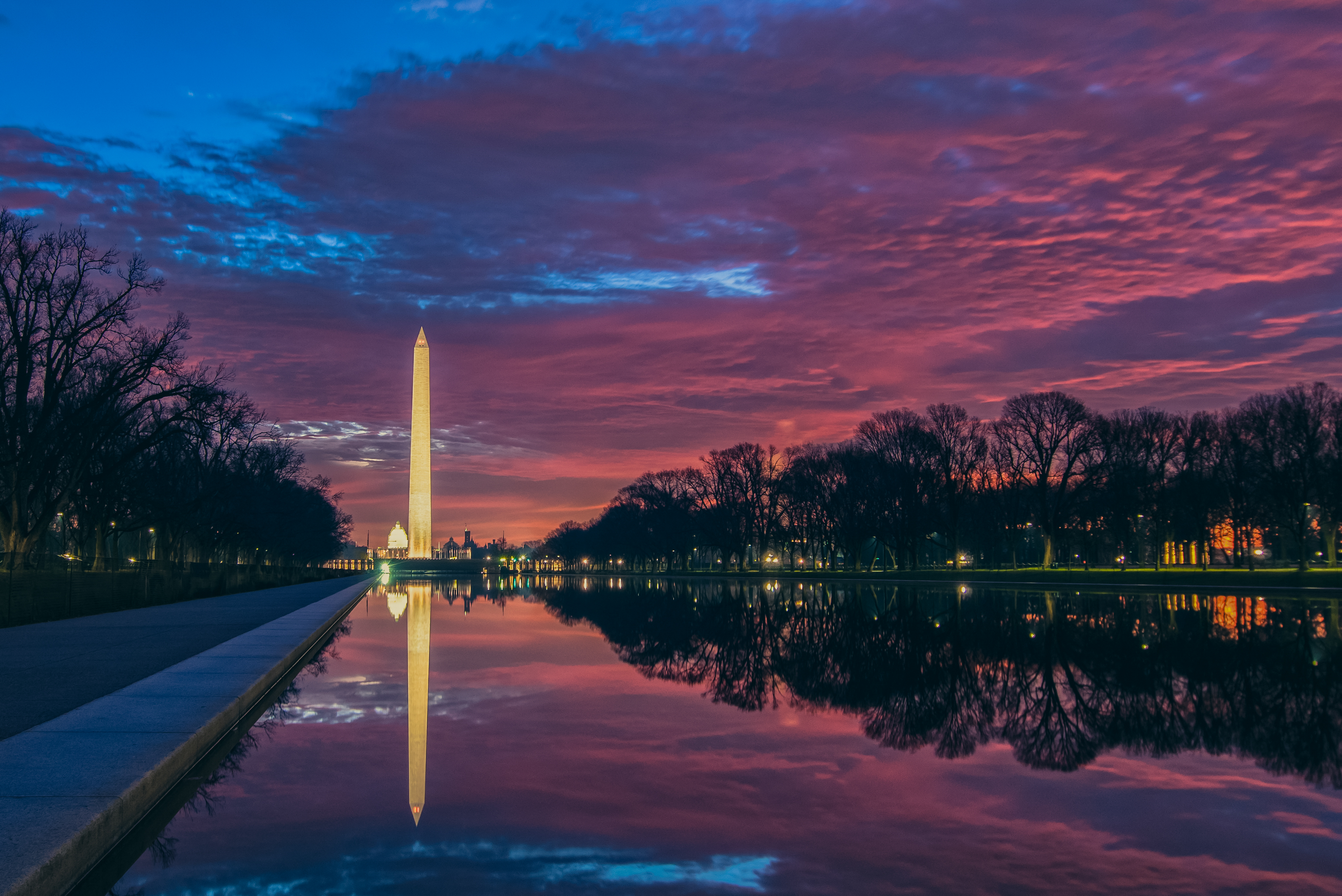
林肯紀念堂反射池與華盛頓紀念碑
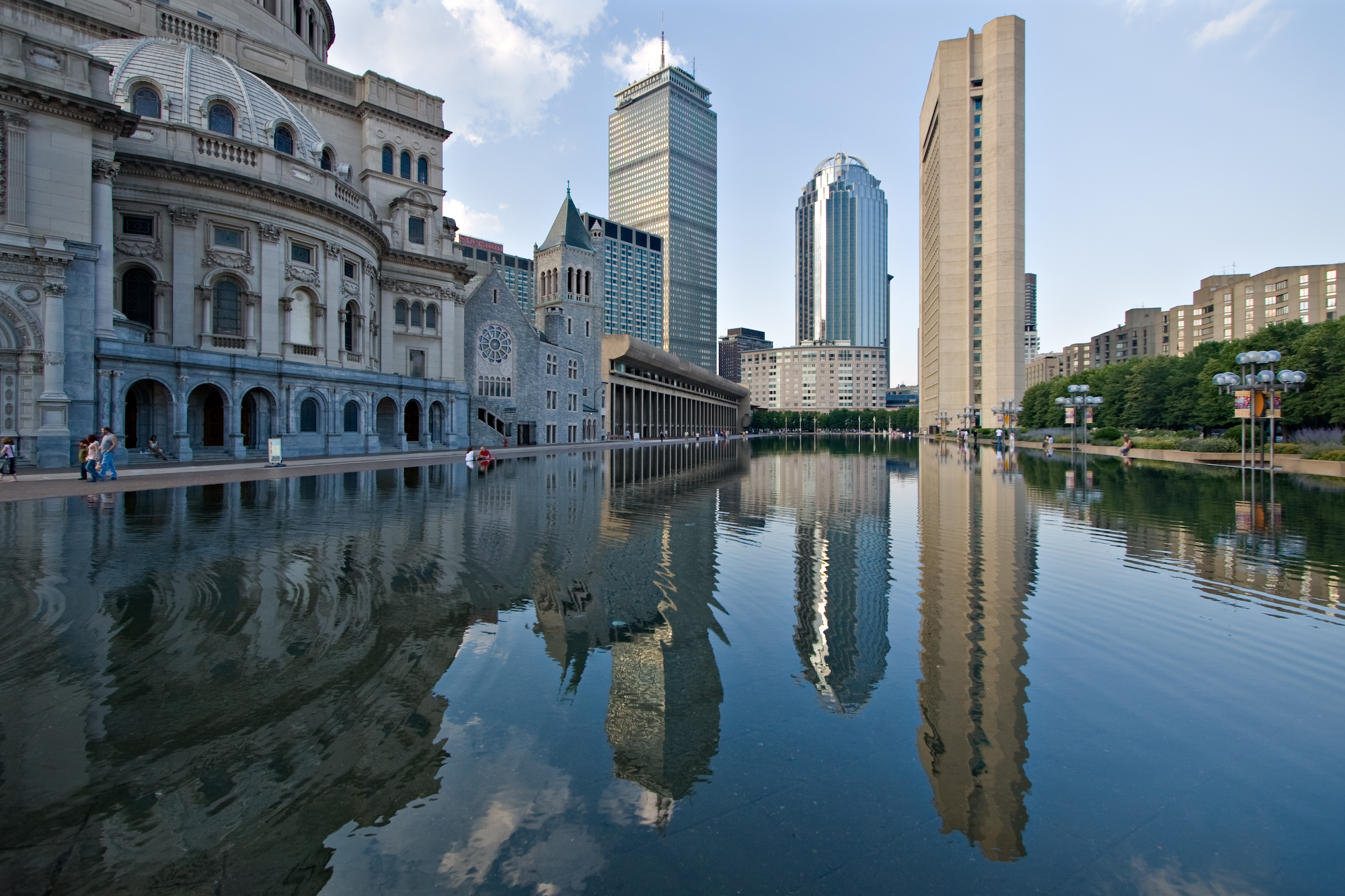
波士頓基督教科學廣場的倒影池
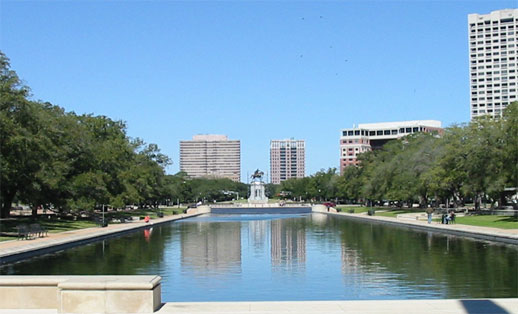
德克薩斯州休斯敦赫爾曼公園的瑪麗·吉布斯和傑西·H·瓊斯倒影池
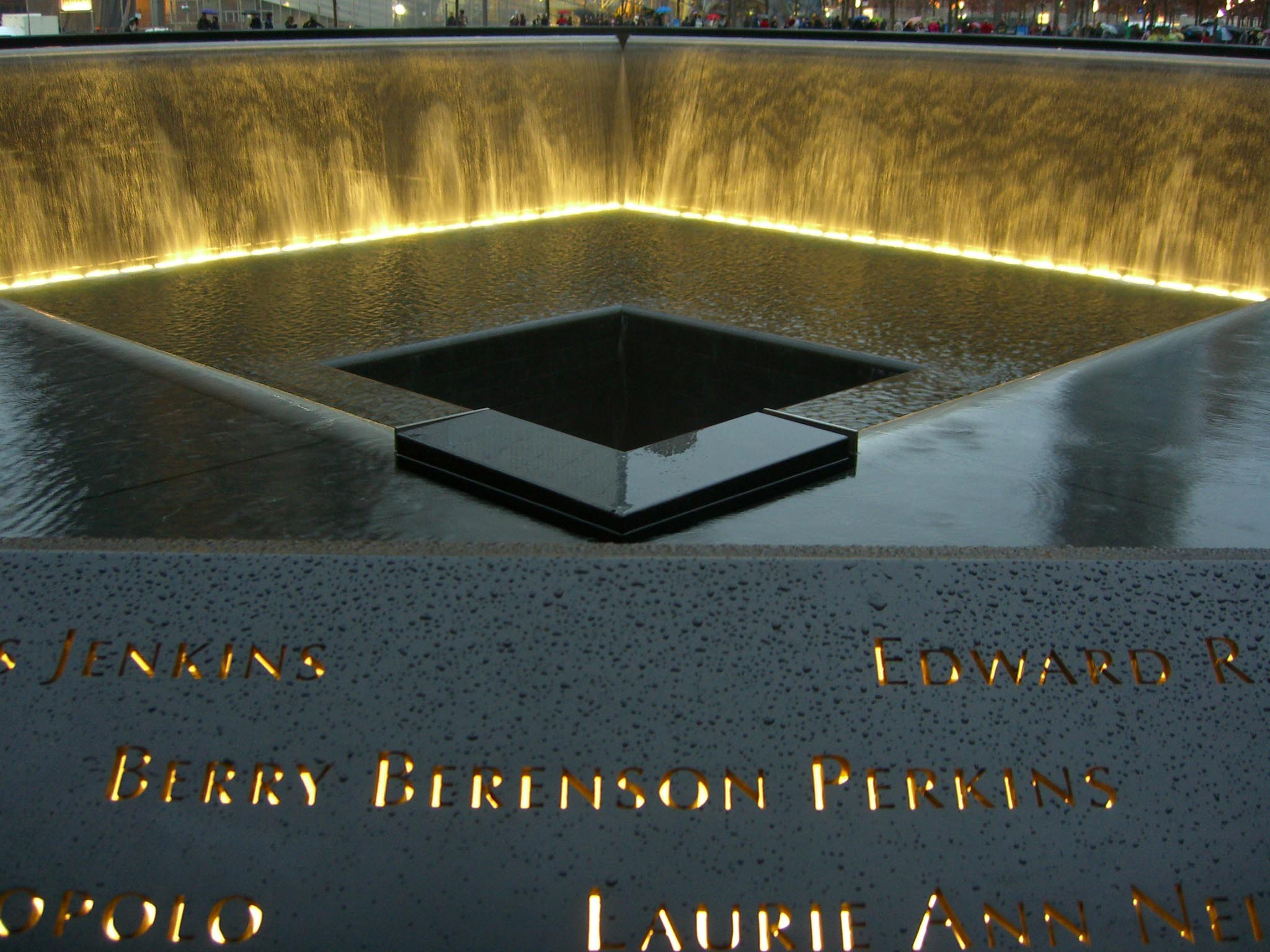
九一一國家紀念博物館倒影池
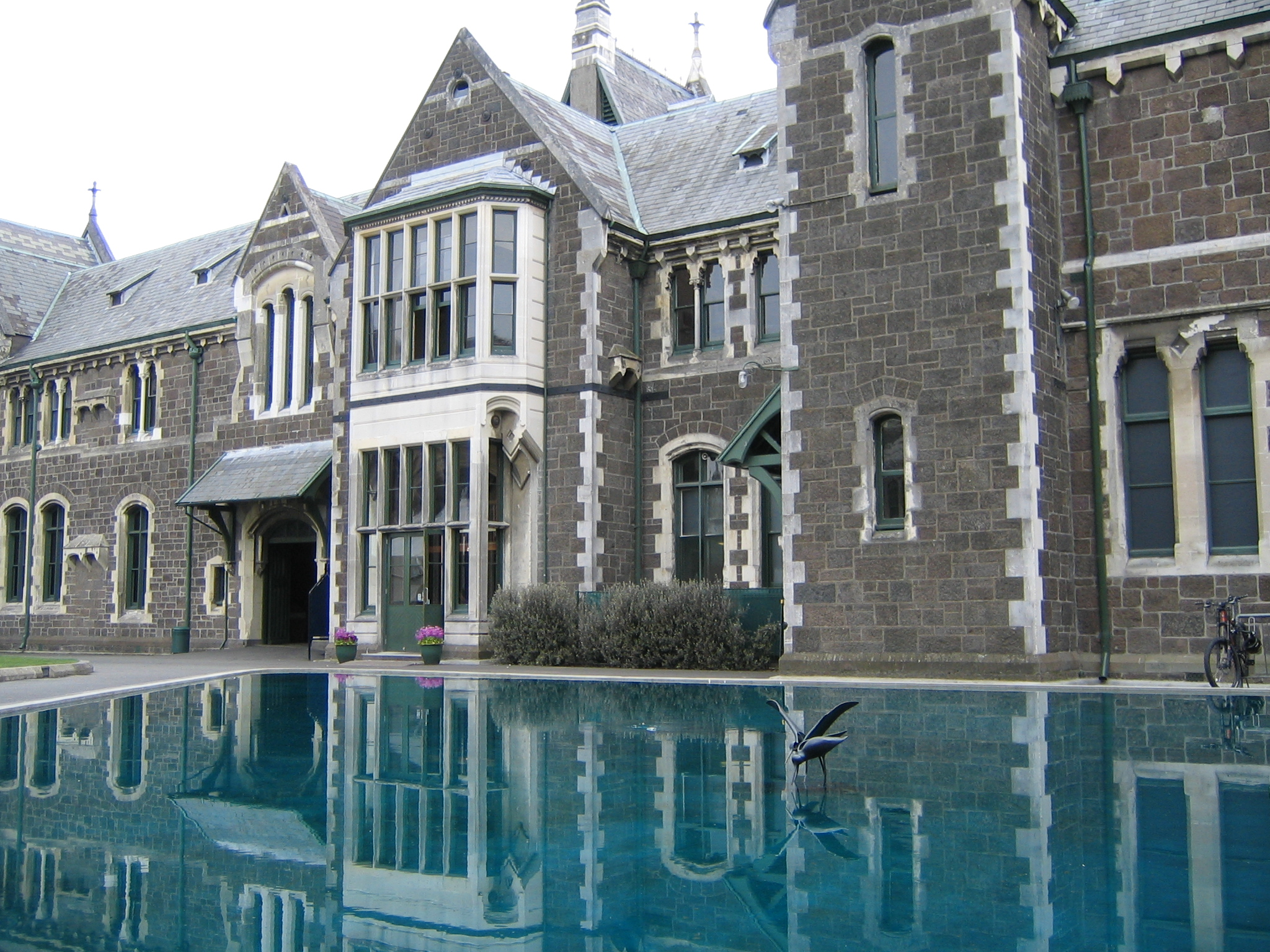
基督城藝術中心倒影池